# Anton Dreher
Anton Dreher (Bécs, 1810. június 7. – Bécs, 1863. december 27.) osztrák nagyiparos, egy osztrák sörgyártó vállalat vezetője. Bár 1862-ben ő vette át a Budapest-Kőbányai Sörgyárat, azonban azt nem ő, hanem a halála után a fia, Dreher Antal (1849–1921) fejlesztette nevezetes céggé.

## Elődei
A Dreher cég története egy kis falusi serfőzdétől indult, ahol Franz Anton Dreher (1735-1820) az apjától tanulta meg a sörfőzés technikáját. Ő teremtette meg a családi vállalkozás alapjait: 1796-ban megvásárolta az 1632-ben alapított Klein-Schwechati Városi Serházat.

## Életpályája
Franz Anton Dreher fia, Anton Dreher 1810-ben született. Ausztriában, Münchenben, majd Angliában tanulta meg a sörfőzés technikáját. A szigetországi mesterek féltett titkainak ellesésében - a legenda szerint - üreges sétapálcájába rejtett sörminták is segítették. Schwechatra hazatérve 1840 körül bevezette az alsó erjesztésű sörtechnológiát, és kifejlesztett egy új sörtípust: a Lagerbiert. Később ennek köszönhette a „sörkirály” kitüntető címet. Pest és Buda serfőzdéi a 19. század közepéig a Duna közelébe települtek le, mivel a folyó korlátlan mennyiségben biztosította a sör- és maláta-készítéshez szükséges vizet. Dreher több (Schwechat, Micholup) sörházából a világ minden részébe exportálta a termékeit. [forrás?]
Kőbányára egy Münchenben tanult pesti sörfőzőmester, Schmidt Péter söre hívta fel a figyelmet. Schmidt ugyanis jelentős sikert aratott a kőbányai sziklapincékben érlelt sörével. Később kiderült, hogy a mélyfúrással nyert kőbányai kutak vize megfelelő a sörfőzéshez, a pincék pedig állandó hőmérsékletet biztosítanak az ászokoláshoz, tároláshoz - vagyis az alsó erjesztésű „lagerbier” előállításához.
A fellendülő kőbányai termelés nem kerülte el  Dreher Antal figyelmét sem - annál is kevésbé, mivel az itteni sörök komoly konkurenciát jelentettek számára. 1856 és 1860 között többször is Pest-Budára látogatott, mire végül 1862-ben sikerült megvennie a cseh, osztrák és bajor konkurenciával küzdő Kőbányai Serház Társaság serfőzdéjét. További telkeket is vásárolt a bővítéshez, de halála (1863) miatt fiára várt, hogy megvalósítsa elképzeléseit.
Halála után fia, ifjabb Dreher Antal folytatta nagyszabású ipartelepeinek vezetését és fejlesztését.